# Carlos Llavador
Carlos Llavador (Madrid, 26 aprile 1992) è uno schermidore spagnolo, specialista del fioretto.

## Biografia
La sua prima medaglia fu un bronzo a Campionato europeo di scherma Under 23 di Vicenza nell'aprile 2015. Numero 136 nella classifica mondiale, ha sorpreso raggiungendo la semifinale nel Campionato europeo 2015 dopo aver sconfitto il britannico Richard Kruse nei quarti di finale. Ha poi perso da Andrea Cassarà in semifinale ottenendo una medaglia di bronzo nel fioretto individuale.
Subito dopo questo successo, ha deciso di allenarsi al Frascati Scherma.
Nel 2018 a Wuxi ottiene il suo primo risultato mondiale. Arriva in semifinale, dove incontra nuovamente Richard Kruse. Stavolta perde, fermandosi al bronzo.
Partecipa ai Giochi Olimpici 2020 di Tokio, classificandosi al 23' posto.

## Palmarès
- Mondiali

Wuxi 2018: bronzo nel fioretto individuale.
- Europei

Montreux 2015: bronzo nel fioretto individuale.
Genova 2025: bronzo nel fioretto individuale.
- Giochi del Mediterraneo
- Orano 2022: argento nel fioretto individuale.